# Ígor Bondarevski
Ígor Zajárovich Bondarevski И́горь Заха́рович Бондаре́вский (12 de mayo de 1913, Rostov del Don (Rusia) - 14 de junio de 1979, Piatigorsk) fue un Gran Maestro Internacional de ajedrez soviético en tablero y por correspondencia. También fueÁrbitro Internacional, entrenador y autor de libros de ajedrez. Bondarevski compartió el título soviético en 1940 y después entrenó al Campeón del Mundo Borís Spaski. 

## Primeros años
Ígor Bondarevski jugó el 5º Campeonato de Rusia en Gorki (1935), haciendo 4/9 por la 6-7ª plaza, el ganador fue Alexander Tolush. Ganó el Torneo de Primera Categoría All-Union First Category en Leningrado (1936), con 11.5/14, invicto con dos puntos de diferencia con el segundo clasificado. Bondarevski luchó en Moscú (1937), su primer evento internacional, haciendo solo 2.5/7 empatando por la 7-8ª plaza, el vencedor fue Reuben Fine. Pero se recuperó con una sólida actuación en su primera final del 10º Campeonato de la URSS de ajedrez en Tiflis (1937), con 9.5/19 compartiendo la 10-12.ª posición, el ganador fue Grigory Levenfish. Bondarevski se clasificó para las semifinales del 11º Campeonato de la URSS de ajedrez de 1938 con 10.5/17, compartiendo la 3-4ª plaza, el vencedor fue Mijaíl Botvínnik. Otro resultado decepcionante fue en el fuerte torneo internacional Leningrado/Moscú de 1939 con solo 5/17 ocupando la 17.ª plaza, el vencedor fue Salo Flohr. Pero fue ganando experiencia contra los jugadores de élite y mereció la pena en los años sucesivos.

## Jugador de élite, Campeón soviético
Bondarevski disfrutó del nivel de élite soviética con la 6ª plaza en el 11º Campeonato de la URSS de ajedrez en Leningrado (1939), con 10/17, el vencedor fue Mijaíl Botvínnik. Esto le eximió de la clasificación para la siguiente final del campeonato. Bondarevski alcanzó su pico en su carrera compartiendo el título soviético del 12º Campeonato de la URSS de ajedrez en Moscú (1940), junto con Andor Lilienthal. Esto le clasificó en el Campeonato Absoluto de la URSS de 1941, realizado en Leningrado y Moscú, junto al ganador final Mijaíl Botvínnik, al subcampeón Paul Keres, Isaak Boleslavski, Vasili Smyslov y Andor Lilienthal. Este fue uno de los torneos más fuertes disputados hasta ese momento, con seis de los 15 jugadores más fuertes del mundo. Botvínnik ganó, con Bondarevski en la sexta plaza.
Bondarevski jugó el Torneo interzonal de 1948 en Saltsjobaden, empatando por las plazas 6-9 y clasificándose para el Torneo de candidatos de Budapest de 1950, pero debido a una enfermedad no pudo jugar. Bondarevski fue nombrado Gran Maestro Internacional en 1950 por la FIDE en su lista inaugural. Recibió el título de Árbitro Internacional en 1954 y el título de Gran Maestro de Ajedrez por Correspondencia en 1961. Fue economista de profesión.

## Entrenador del Campeón del Mundo
No solo fue un jugador destacado, sino que entrenó a Borís Spaski durante su ascensión a Campeón del mundo de ajedrez, empezando a principios de los años 1960 y culminando con la victoria de Spaski sobre Tigran Petrosian en el match por el título de 1969.
Su mujer, Valentina Kozlovskaya, también fue una notable jugadora de ajedrez.